# Атал
Вижте пояснителната страница за други личности с името Атал.
Атал (Athal) е крал на остготите от династията на Амалите, син на Хунвил и баща на Ахиулф.